# Екологичен резерват „Мистейкън Пойнт“
Екологичен резерват „Мистейкън Пойнт“ (на английски: Mistaken Point Ecological Reserve) е дива местност на югоизточния край на полуостров Авалон в канадската провинция Нюфаундленд и Лабрадор, в която се намира едноименното геологично образувание Мистейкън Пойнт. На мястото са открити едиакарски фосили, които представляват най-старите многоклетъчни организми на Земята.
За първи път през юни 1967 година в местността е открит фосил – Fractofusus misrai, от Шива Балак Мисра, индиец, тогава докторант по геология в Мемориалния университет на Нюфаундленд. Открити са фосили на хиляди екземпляри, представители на тридесет идентифицирани вида мекотъканни животни, които са се запазили в наслагвания от вулканична пепел върху морското дъно. Възрастта на фосилите се оценява на 560-575 милиона години.
През 1984 година правителството на провинцията обявява местността за временен резерват, а през 1987 година променя статута му на постоянен. През 2009 година територията на резервата е допълнително разширена след като извън дотогавашната му територия са открити нови фосилни находища.
Находищата на фосили в резервата са вписани в Списъка на световното културно и природно наследство на ЮНЕСКО на 17 юли 2016 година на симпозиум в Истанбул, след подадена заявка за кандидатстване в списъка на 1 октомври 2004 година.